# Kompilationsfilm
Ein Kompilationsfilm ist ein aus bereits vorhandenem (Archiv)-Material montierter Film.
Im dokumentarischen Kompilationsfilm wird das Material zur Vermittlung und Verdeutlichung einer intendierten Aussage des Autors (Filmemachers) ausgewählt, geschnitten und zumeist auch kommentiert. Die jeweilige Kompilation ist bewusst ausgewählt und die Form der Montage ist zumeist gleichermaßen von künstlerischen wie argumentativen Prämissen geprägt. Zur Ergänzung können Interviews, Spielszenen und anderes neu gefilmtes Material verwendet werden.
Als Propagandafilme wurden Kompilationsfilme schon während des Ersten Weltkriegs produziert. Die wichtigste Gruppe unter den Kompilationsfilmen bilden heute die zeitgeschichtlichen Dokumentarfilme.
Es existiert aber auch die Tradition des Avantgarde- bzw. experimentellen Kompilationsfilm. Im experimentellen Kompilationsfilm wird häufig neben den überlieferten Materialien aus bereits gezeigten Filmen auch Ausschussmaterial, Found Footage oder Ähnliches eingearbeitet. Wenn dabei das gefundene, angeeignete Material dominiert, spricht man meistens von Found-Footage-Filmen. Diese rücken im Unterschied zum klassischen Kompilationsfilm mehr den formal-ästhetischen Zustand des gefundenen Materials in den Mittelpunkt, und weniger dessen inhaltliche Aspekte. Meistens lösen sie das Material völlig aus seinem ursprünglichen Kontext, und deuten es durch die Montage neu.
Zudem gibt es auch den nostalgischen Kompilationsfilm, der zum Beispiel Szenen aus alten Spielfilmen neu präsentiert. In diesem werden Passagen aus anderen Filmen zusammengefügt und meist mit einer Moderation unterlegt. Der thematische Schwerpunkt kann ein Filmgenre sein (z. B. Musical, Komödie, Horrorfilm), Filme eines Produktionsstudios oder eines Schauspielers. Diese Sonderform wird auch Anthologiefilm genannt.
Eine Variante des Kompilations-Spielfilms ist ein Zusammenschnitt aus Kurzspielfilmen, Folgen aus Fernsehserien oder aus den so genannten Serials. So wurden in den 1930er Jahren in den USA mehrere Folgen aus Serials zusammengefügt und als Spielfilm ausgewertet (Beispiele Flash Gordon und Buck Rogers).
Gelegentlich werden auch Episodenfilme als Kompilationsfilm bezeichnet.

## Beispielfilme

### Dokumentarischer Kompilationsfilm
- Americas Answer to the Hun (George Crul, USA 1917)
- Die Geschichte des Bürgerkrieges (Dziga Wertow, UdSSR 1921/22)
- Der Fall der Dynastie Romanow (Esfir Schub, UdSSR 1927)
- Der Große Weg (Esfir Schub, UdSSR 1927)
- Das Russland Nikolai II. und Leo Tolstoi (Esfir Schub, UdSSR 1928)
- Weltwende (Carl Junghans, Deutschland 1928)
- Der Weltkrieg (Leo Lasko, Deutschland 1927/28)
- Der eiserne Hindenburg in Krieg und Frieden (Johannes Häußler, Deutschland 1929)
- Deutschland – mein Deutschland (anonym, Deutschland 1932/33)
- Blutendes Deutschland (Johannes Häußler, Deutschland 1933)
- Feldzug in Polen (Fritz Hippler, 1940)
- Feuertaufe (Hans Bertram, 1940)
- Der ewige Jude (Fritz Hippler, 1940)
- Sieg im Westen (Svend Noldan, Fritz Brunel, 1941)
- Amerika sieht sich selbst (1942)
- Das Sowjet-Paradies (1942)
- Herr Roosevelt plaudert (1943)
- Im Wald von Katyn (1943)
- Nuit et brouillard/Nacht und Nebel (Alain Resnais, Frankreich 1955)
- Mein Kampf (Erwin Leiser, Schweden 1959)
- La Rabbia – Der Zorn (Pier Paolo Pasolini, Italien 1963)
- Point of Order! (Emile de Antonio, USA 1964)
- Der gewöhnliche Faschismus (Michail Romm, UdSSR 1965)
- Kennst du das Land… Eine politische Revue (Joachim Hellwig, DDR 1979)
- The Atomic Café (Jayne Loader, Kevin Rafferty, Pierce Rafferty, USA 1982)
- Videogramme einer Revolution (Harun Farocki und Andrei Ujica, Deutschland, 1992)
- Fitna (Geert Wilders, Niederlande, 2008)
- Aufschub (Harun Farocki, Filmmaterial: Rudolf Breslauer, Deutschland / Südkorea, 2007)

### Spielfilm- und Kurzfilmkompilationen
- Die Große Metro-Lachparade (The Big Parade of Comedy, Robert Youngson, USA 1964)
- Das gibt’s nie wieder (That’s Entertainment!, Jack Haley jun., USA 1974)
- Laurel & Hardy – Ein Tollpatsch kommt selten allein (Dance of the Cuckoos, Alan Douglas, USA/Frankreich/BRD 1982)
- That’s Dancing! (Jack Haley Jr., USA 1985)
- Als die Liebe laufen lernte (Michael Strauven, Deutschland 1988)
- The Celluloid Closet – Gefangen in der Traumfabrik (The Celluloid Closet, Rob Epstein, Jeffrey Friedman, USA 1995)

### Zusammenschnitte aus Fernsehserienepisoden
- Star Trek: The Next Generation – Mission Farpoint (1988), Raumschiff Enterprise: Das nächste Jahrhundert
- Star Trek: The Next Generation – Auf der Suche nach neuen Galaxien (1988), Raumschiff Enterprise: Das nächste Jahrhundert
- Star Trek: The Next Generation – Die unheimliche Macht (1988), Raumschiff Enterprise: Das nächste Jahrhundert
- Star Trek: The Next Generation – Tödliche Manipulation (1988), Raumschiff Enterprise: Das nächste Jahrhundert
- Star Trek: The Next Generation – Das magische Kraftfeld (1988), Raumschiff Enterprise: Das nächste Jahrhundert
- Star Trek: The Next Generation – Der Zeitsprung (1989), Raumschiff Enterprise: Das nächste Jahrhundert
- Star Trek: The Next Generation – Der Todeskristall (1989), Raumschiff Enterprise: Das nächste Jahrhundert
- Buck Rogers (1979), Buck Rogers
- Kampfstern Galactica (1978), Kampfstern Galactica
- Mission Galactica: Angriff der Zylonen (1979), Kampfstern Galactica
- Das Ende einer Odyssee (1980), Kampfstern Galactica
- Der unglaubliche Hulk (1979), Hulk
- Spider-Man – Der Spinnenmensch (1979), The Amazing Spider-Man
- Spider-Man schlägt zurück (1980), The Amazing Spider-Man
- Spider-Man gegen den gelben Drachen (1980), The Amazing Spider-Man
- 80.000 Meilen durch den Weltraum (1973), UFO
- Weltraumkommando S.H.A.D.O. (1974), UFO
- Invasion: UFO (1980), UFO
- Spazio: 1999, (1978), Mondbasis Alpha 1
- Alien Attack – Die Außerirdischen schlagen zurück (1979), Mondbasis Alpha 1
- Black Sun – Der Todesplanet greift an (1982), Mondbasis Alpha 1
- Cosmic Princess (1982), Mondbasis Alpha 1
- Angriff auf Alpha 1 (1978), Mondbasis Alpha 1
- Raiders from Outer Space (1981), Time Tunnel
- Aliens from another Planet (1981), Time Tunnel
- Old Legends never die (1981), Time Tunnel
- Revenge of the Gods (1981), Time Tunnel
- Kill or be killed (1981), Time Tunnel
- Raumpatrouille Orion – Rücksturz ins Kino (2003), Raumpatrouille – Die phantastischen Abenteuer des Raumschiffes Orion
- Thunderbirds to the Rescue (1980), Thunderbirds
- Thunderbirds in Outer Space (1981), Thunderbirds
- Countdown to Disaster (1982), Thunderbirds
- Captain Scarlet vs. the Mysterons (1980), Captain Scarlet und die Rache der Mysterons
- Revenge of the Mysterons from Mars (1981), Captain Scarlet und die Rache der Mysterons
- The Incredible Voyage of Stingray (1980), Kommando Stingray
- Invaders of the Deep (1981), Kommando Stingray
- The Amazing Adventures of Joe 90 (1981), Joe 90
- Flash (1990), Flash – Der Rote Blitz
- Flash II – Die Rache des Tricksers (1991), Flash – Der Rote Blitz
- Flash III – Deadly Nightshade (1991), Flash – Der Rote Blitz
- Emma Peel: Meine tollsten Abenteuer mit John Steed (1970), Mit Schirm, Charme und Melone
- Krieg der Welten – Die Invasion (1988), Krieg der Welten
- Krieg der Welten – Die Offensive (1988), Krieg der Welten
- Krieg der Welten – Die Apokalypse (1988), Krieg der Welten
- Der Zeitsprung (1989), Zurück in die Vergangenheit
- Der Zeitsprung 2 – Die Rückkehr (1991), Zurück in die Vergangenheit
- Airwolf – Eine unschlagbare Waffe (1987), Airwolf
- Airwolf – Mission Airwolf (1987), Airwolf
- Airwolf – Der Kampf (1987), Airwolf
- Airwolf – Ein neuer Freund (1987), Airwolf
- Airwolf – Die Wunderwaffe (1987), Airwolf
- Airwolf – Auf Leben und Tod (1987), Airwolf
- Airwolf – Airwolf in Action (1987), Airwolf
- Airwolf – Tod aus dem Osten (1988), Airwolf
- Knight Rider (1985), Knight Rider
- Knight Rider 2 – Der Unfall (1986), Knight Rider
- Knight Rider – Das Schlangenmaul (1987), Knight Rider